# アルカイオス風韻文
アルカイオス風韻文（-ふういんぶん、Alcaic verse）は紀元前600年頃のレスボス島ミュティレーネー（ミュティレネ、en:Mytilene）の抒情詩人アルカイオスが発明したと信じられている、ギリシア文学の抒情詩の韻律。アナクレオン風韻文（Anacreontic verse）と呼ばれることも時々ある。アルカイオス風韻文およびアルカイオスの同時代人サッポーの名前に由来するサッポー詩体は、古代ギリシア・ラテン語の古典詩特有の二大韻文と見なされている。

## 構造
アルカイオス風韻文は、支配的な短長格パターンの複雑なヴァリエーションによって特徴づけられる。4行で1つのスタンザ（詩節、連）を成している。最初の2つの行は、5つの音節の後にカエスーラがおかれ2つに区切られる。
```
- - u - - | - u u - u -
- - u - - | - u u - u -
- - u - - - u - -
- u u - u u - u - -
```

（「-」は母音の長い（アクセントの強い）音節、「u」は短い（弱い）音節、「|」はカエスーラ）
ホラティウスは『頌歌』（en:Odes (Horace)）でアルカイオス風韻文を使った。
```
 -   -   u -    - |- u u   - u -
Antehac nefas, depromere Caecubum
 -  -   u - - | -   u u - u-
cellis avitis, dum Capitolio
 - - u  - -  -   u- -
Regina dementis ruinas
 -  u  u  - u u-  u - -
funus et Imperio parabat.
```

アルカイオス風韻文はルネサンス期、英語詩とフランス語詩に応用された。また、歴史的にハンガリー語詩でも重要な詩形であった。